# 面饼
麵餅泛指以麵粉製成的餅，外形以扁圓居多；麵餅在世界多種飲食文化中都是重要的元素。往下可依作法不同，衍生烤餅、燒餅、煎餅等類型。
有时也指方便面的主体。

## 世界各種面饼

### 甩餅（Roti）

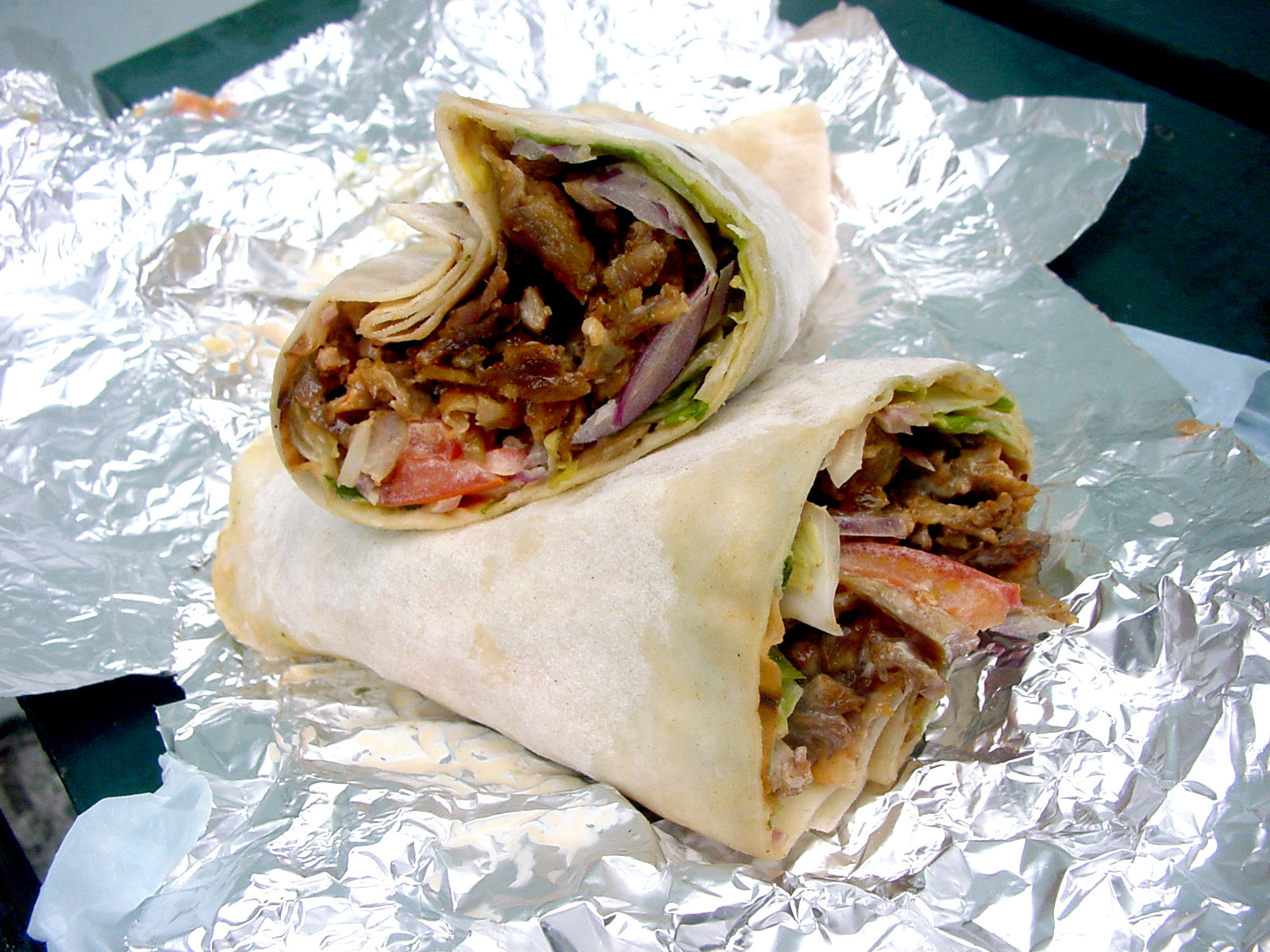
兩卷羊肉烤甩餅卷

甩餅是一種起源於印度的麵餅，主要以全麥麵粉、大麥粉、脫脂黃豆粉和／或鷹嘴豆粉烘製而成。在南亞內外均有不少變體。

### 饢
饢是一种起源于中亚和南亚的面饼，维吾尔文nan、印地文नान、波斯文نان、哈萨克文нан。最早是从波斯传来的，是维吾尔人喜食的食品之一，在新疆等地區和回族及回教地區相當流行。是将面团和好后擀制成中间薄、一圈厚的饼状，直径大约20-40厘米左右。然后在饼中间拓上花纹，撒上芝麻、洋葱末，在特制的馕坑中烤制而成。由于制作的工艺，可以存放很长时间不坏。

### 阿拉伯餅（Pita）
也音譯作皮塔餅

### 比萨饼
比薩餅是起源于意大利的一種麵餅，意大利文Pizza，在麵餅上鋪上各種材料、醬料和奶酪烤制而成，現已傳播至世界各地，成爲一種十分流行的知名食物。

### 可丽饼
可丽饼，也稱作法国薄饼，法文crêpe，是一种比薄烤饼更薄、以小麦制作且风行全欧洲和世界许多角落的美食，由一种可丽饼烤盘（一种没有边的特殊加热炉具）或平底锅煎制两面而成，可用作甜点的盘底，也可以自成一道佳肴美馔。最普遍的成分包括面粉、鸡蛋、牛乳、奶油、和一小撮的盐，主要分为两种口味，甜可丽饼使用的是小麦粉，而咸可丽饼则使用荞麦或黑麦粉制作。

### 餡餅

#### 西式
西式餡餅，亦有按其英語（英語：Pie） 音譯作「批」或「派」，是一種用麵餅料包裹着餡料的食品。

## 餅乾

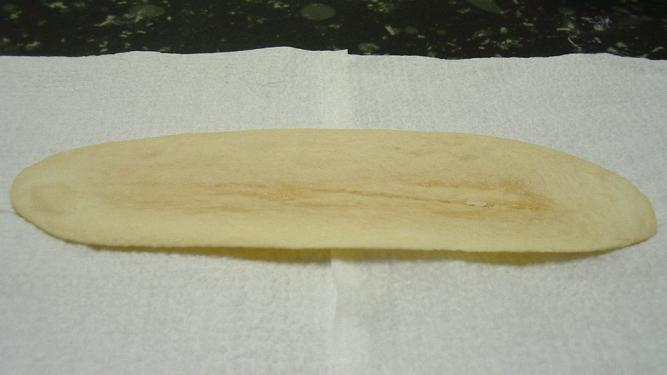
牛舌餅

是一種面粉制烘焙食品的统称。也可以稱爲麵餅的一種。餅乾的形状各异，并可夹心或在表面装饰。另外，一些不包含面粉的烘焙食品如蛋白杏仁餅、杏仁小圓餅也被称为饼干。

### 硬质饼干
含脂肪（油）少，含水很少。口感硬，一般质地薄脆的英语称snap。如姜面包和比较厚的意大利脆饼。

### 脆饼干
英语称cracker。由水、面粉和少量脂肪构成。结构多层并含有空气，口感松脆。如苏打饼干和犹太人的无酵面包（无酵饼）。罗马天主教聖餐禮中使用的特制小圆薄饼属于此类。

### 曲奇
又称甜饼、小西饼，美式英文称为cookie。含有大量的脂肪和糖，经常使用鸡蛋。

### 柔韧类饼干
成品含水和糖很多，口感柔韧。例如巧克力布朗尼。

### 煎餅
煎饼，是中国传统食品之一，它口感酥脆，营养丰富，口味多样。是用面粉和玉米粉调成糊状的杂面摊烙而成。多由粗粮制作，也有细面制作。烙成饼后水分少较干燥，形态似牛皮，可厚可薄，方便叠层，口感筋道，食后耐饥饿。一般圆形，疏松多孔。折后为长方形。
煎饼从原料上看，有小麦煎饼、玉米煎饼、米面煎饼、豆面煎饼、高梁面煎饼，还有地瓜面煎饼。虽然做法都是在鏊子上摊或推，但主要原料的配法是关键。有单一玉米面的，有大麦面和黄豆面的，有绿豆杂面的，种类非常的多。

## 鬆餅
鬆餅即是一種蓬鬆發軟的麵餅，種類繁多，如帶有格子狀表皮的鬆餅，可指窩夫，或是扁平的薄烤餅，也有酥脆的鬆餅荷式鬆餅。依照作法，又可屬於烤餅的一種。

### 薄烤餅
又稱熱香餅（pancake、hotcake），鬆餅的一種，表面平坦，較於乾燥，疏鬆多孔；搭法多種，傳統以捲冰淇淋來搭配，一般是淋上糖漿、奶油等來食用。

### 鬆片
使用特製的高筋酥皮麵糰，接著包入起酥油類（如黃油）後，反覆折疊。製作出來的餅受熱膨脹，各層漸漸分離，以致口感酥脆。

### 美國鬆餅(瑪芬、比司吉)
- 瑪芬（muffin）
- 比司吉（biscuit），是一種使用小蘇打粉或是泡打粉為膨發劑所烘焙成的小麵包，做法與口感類似英國的司康餅。

### 英國鬆餅
- 英式瑪芬（English muffin），英式鬆餅通常指此。
- 司康（scone），又稱司康餅、英國茶餅。

### 荷蘭鬆餅
荷式鬆餅（Stroopwafel）

### 窩夫
窩夫（waffle），又稱華夫或格子鬆餅，是一種有格子狀表面的鬆餅，種類各式各樣。

## 註腳
1. ↑  .   [2023-12-30]. （原始内容存档于2023-12-30）.

## 延伸阅读
[在维基数据编辑]
 《欽定古今圖書集成·經濟彙編·食貨典·餅部》，出自陈梦雷《古今圖書集成》